# Canchy (Somme)
Pour les articles homonymes, voir Canchy.
Canchy est une commune française située dans le département de la Somme en région Hauts-de-France.
Depuis le 28 juillet 2020, la commune fait partie du parc naturel régional Baie de Somme - Picardie maritime.

## Géographie

### Localisation
Canchy est un village picard du Ponthieu. 
Limitrophe de Crécy-en-Ponthieu, la localité est située à 8 km au sud-est de Nouvion, 9 km au nord d'Abbeville et à 44 km au nord-ouest d'Amiens à vol d'oiseau.
Le territoire de la commune est limitrophe de ceux de cinq communes.
Les communes limitrophes sont  Crécy-en-Ponthieu, Domvast, Forest-l'Abbaye, Lamotte-Buleux et Neuilly-l'Hôpital.

### Géologie, relief
Le sol de Canchy est partie crayeux, partie sableux. L'argile est moins présente. La marne est présente sous une faible couche de terre végétale. Dans la plaine du moulin Jean Bon, la couche de terre argileuse est plus épaisse et recouvre un très beau sable. Une carrière produit de la pierre tendre, de qualité médiocre.

### Hydrographie
La commune est située dans le bassin Artois-Picardie. Elle n'est drainée par aucun cours d'eau.
Une petite rivière, la Sautine, coulait au XVIIIe siècle, au fond de la vallée actuelle. Elle sourçait à Brailly et allait se jeter dans le Scardon, au nord d'Abbeville.
Au Moyen Âge, la Drucat, affluent du Scardon, sourdait à Canchy, en bordure de la forêt de Crécy. Au XIXe siècle, des témoignages signalent que l'abaissement des eaux était déjà considérable.

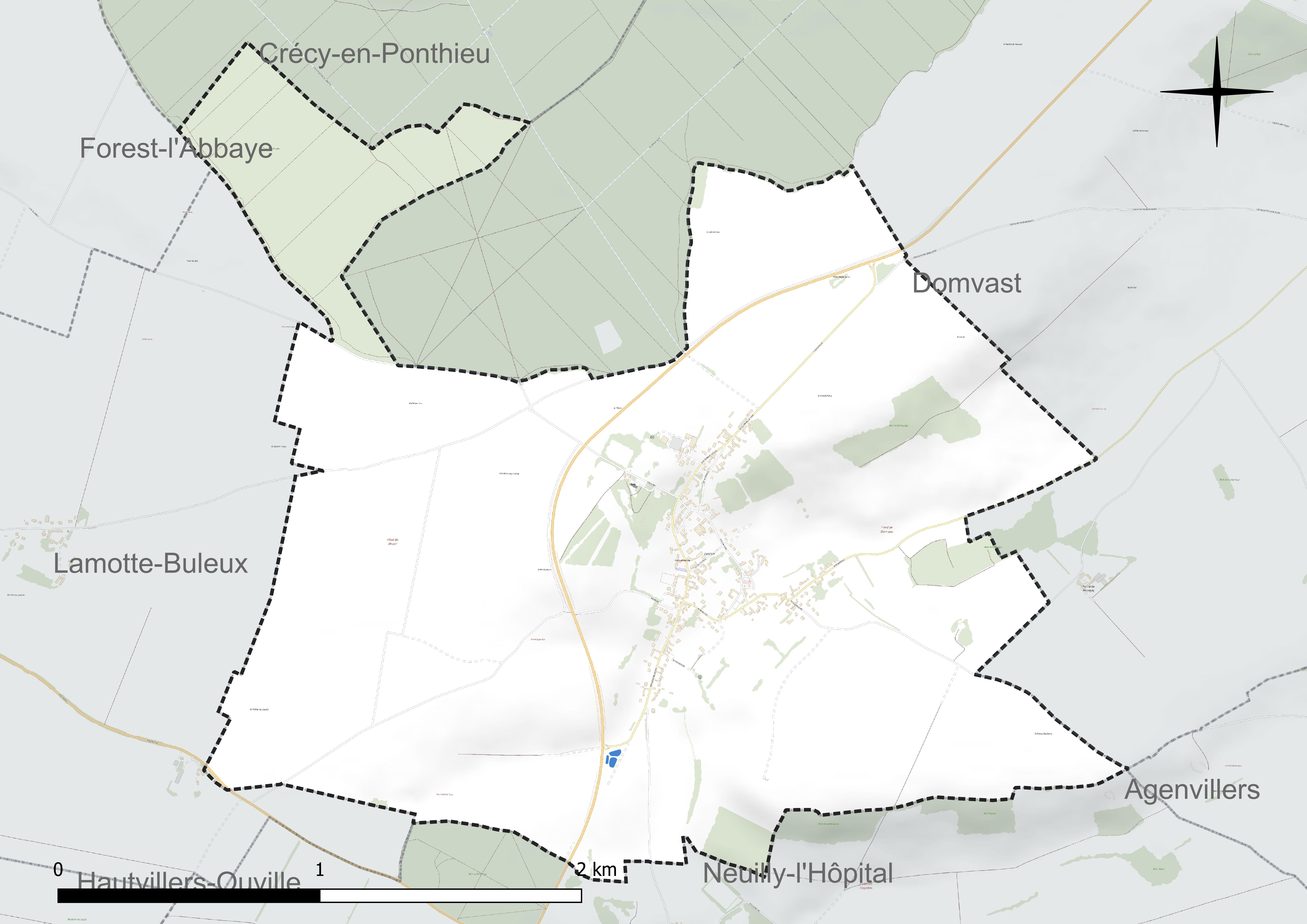
Réseau hydrographique de Canchy.

### Climat
Pour des articles plus généraux, voir Climat des Hauts-de-France et Climat de la Somme.
En 2010, le climat de la commune est de type climat océanique altéré, selon une étude du CNRS s'appuyant sur une série de données couvrant la période 1971-2000. En 2020, Météo-France publie une typologie des climats de la France métropolitaine dans laquelle la commune est exposée à un climat océanique et est dans la région climatique Côtes de la Manche orientale, caractérisée par un faible ensoleillement (1 550 h/an) ; forte humidité de l'air (plus de 20 h/jour avec humidité relative > 80 % en hiver), vents forts fréquents.
Pour la période 1971-2000, la température annuelle moyenne est de 10,3 °C, avec une amplitude thermique annuelle de 12,7 °C. Le cumul annuel moyen de précipitations est de 861 mm, avec 12,9 jours de précipitations en janvier et 8,4 jours en juillet. Pour la période 1991-2020, la température moyenne annuelle observée sur la station météorologique la plus proche, située sur la commune d'Abbeville à 9 km à vol d'oiseau, est de 11,0 °C et le cumul annuel moyen de précipitations est de 806,2 mm,. Pour l'avenir, les paramètres climatiques de la commune estimés pour 2050 selon différents scénarios d'émission de gaz à effet de serre sont consultables sur un site dédié publié par Météo-France en novembre 2022.

## Urbanisme
La commune est traversée par la route à grande circulation de Rouen à Saint-Omer (Pas-de-Calais).

### Typologie
Au 1er janvier 2024, Canchy est catégorisée commune rurale à habitat dispersé, selon la nouvelle grille communale de densité à sept niveaux définie par l'Insee en 2022.
Elle est située hors unité urbaine. Par ailleurs la commune fait partie de l'aire d'attraction d'Abbeville, dont elle est une commune de la couronne,. Cette aire, qui regroupe 73 communes, est catégorisée dans les aires de 50 000 à moins de 200 000 habitants,.

### Occupation des sols
L'occupation des sols de la commune, telle qu'elle ressort de la base de données européenne d'occupation biophysique des sols Corine Land Cover (CLC), est marquée par l'importance des territoires agricoles (85,6 % en 2018), une proportion identique à celle de 1990 (85,6 %). La répartition détaillée en 2018 est la suivante : 
terres arables (70,1 %), prairies (15,5 %), forêts (9,2 %), zones urbanisées (5,2 %). L'évolution de l'occupation des sols de la commune et de ses infrastructures peut être observée sur les différentes représentations cartographiques du territoire : la carte de Cassini (XVIIIe siècle), la carte d'état-major (1820-1866) et les cartes ou photos aériennes de l'IGN pour la période actuelle (1950 à aujourd'hui).

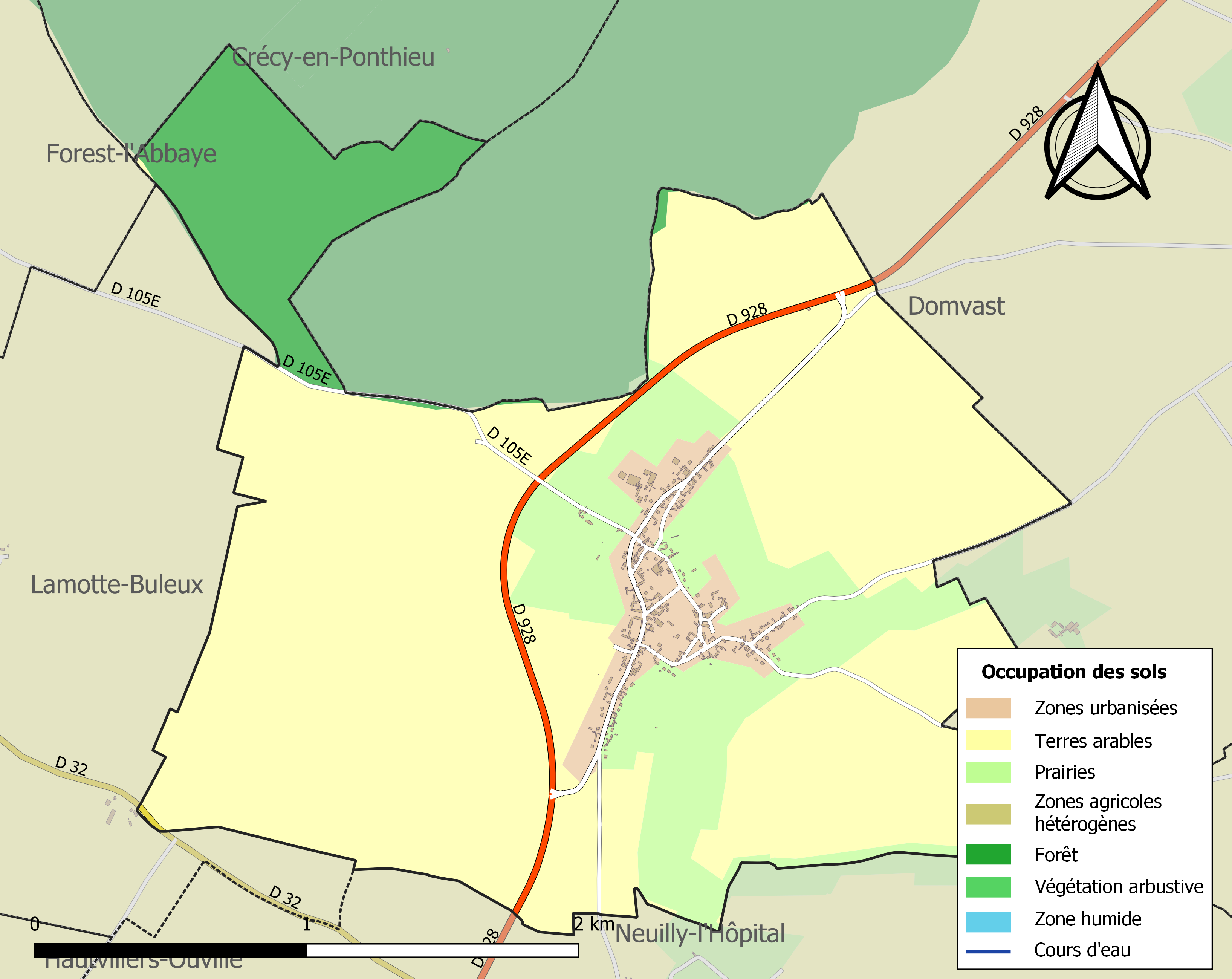
Carte des infrastructures et de l'occupation des sols de la commune en 2018 (CLC).

### Voies de communication et transports
La commune est desservie par la ligne de bus n°15 du réseau Trans'80, Bouflers-Abbeville.

## Toponymie
La charte de l'abbaye de Saint-Acheul nous apporte Cancy en 1147. En 1152, nous avons Eustachio comite de Cancio dans une charte.
C'est fort abusivement que l'on a cru que le suffixe -(i)ac, tiré du celte -(i)aco, latinisé -(i)acum n'avait servi qu'à construire des toponymes basés sur un anthroponyme. Ainsi *Cantiaco au sens de « lieu de la frontière » a donné Canchy en zone normando-picarde, Chanc(e)y en zone d'oïl standard.
Le toponyme Canchy, qu'on retrouve dans le nom de la commune Canchy du Calvados, est la forme normanno-picarde du type francien Chancy.

## Histoire
Des armes en silex, des monnaies et des armes romaines ont été découvertes lors de fouilles.
Un chemin dit « chemin de l'Armée » témoigne, dit-on, du passage des troupes de Philippe VI de Valois sur la route de la bataille de Crécy, en 1346.
Dès 1550, la commune a son école.
En 1554, des troupes espagnoles brûlent le village au temps de Charles Quint. Elles détruisent le hameau du Mesnil qui a complètement disparu depuis. Le seigneur Nicolas du Hamel s'illustre dans la lutte contre les ravageurs.
Peu avant la Révolution, la famille du Hamel possède encore le village. Pierre du Maisniel, vicomte d'Applaincourt, seigneur de La Triquerie, leur achète la propriété en 1780 et devient seigneur de Canchy.
La commune a eu plusieurs moulins à vent. L'un d'entre eux a servi de télégraphe avec le clocher d'Ailly.
Le pays est dévasté par les Cosaques de Alexandre Ier entre 1814 et 1815 (voir Cent-Jours).
Pendant la guerre 1870-1871, cinq jeunes du village trouvent la mort sur les quinze qui ont combattu.

## Population et société

### Démographie
L'évolution du nombre d'habitants est connue à travers les recensements de la population effectués dans la commune depuis 1793. Pour les communes de moins de 10 000 habitants, une enquête de recensement portant sur toute la population est réalisée tous les cinq ans, les populations de référence des années intermédiaires étant quant à elles estimées par interpolation ou extrapolation. Pour la commune, le premier recensement exhaustif entrant dans le cadre du nouveau dispositif a été réalisé en 2005.

En 2022, la commune comptait 346 habitants, en évolution de +6,79 % par rapport à 2016 (Somme : −1,26 %, France hors Mayotte : +2,11 %).
| 1793 | 1800 | 1806 | 1821 | 1831 | 1836 | 1841 | 1846 | 1851 |
| ---- | ---- | ---- | ---- | ---- | ---- | ---- | ---- | ---- |
| 403  | 366  | 486  | 455  | 520  | 514  | 502  | 512  | 506  |

| 1856 | 1861 | 1866 | 1872 | 1876 | 1881 | 1886 | 1891 | 1896 |
| ---- | ---- | ---- | ---- | ---- | ---- | ---- | ---- | ---- |
| 501  | 490  | 496  | 474  | 486  | 455  | 448  | 407  | 379  |

| 1901 | 1906 | 1911 | 1921 | 1926 | 1931 | 1936 | 1946 | 1954 |
| ---- | ---- | ---- | ---- | ---- | ---- | ---- | ---- | ---- |
| 412  | 415  | 400  | 354  | 337  | 317  | 307  | 321  | 377  |

| 1962 | 1968 | 1975 | 1982 | 1990 | 1999 | 2005 | 2006 | 2010 |
| ---- | ---- | ---- | ---- | ---- | ---- | ---- | ---- | ---- |
| 384  | 380  | 346  | 327  | 313  | 307  | 290  | 294  | 316  |

| 2015 | 2020 | 2022 | - | - | - | - | - | - |
| ---- | ---- | ---- | - | - | - | - | - | - |
| 323  | 334  | 346  | - | - | - | - | - | - |

### Enseignement
Les communes de Canchy, Neuilly-l'Hôpital et Agenvillers sont associées au sein du syndicat à vocation scolaire de la Vallée de l'Épine (SIVOS), pour la gestion de l'enseignement primaire : élémentaire et maternel. L'école est située en zone B, dans l'académie d'Amiens. Au 1er janvier 2017, la compétence scolaire est assurée par la communauté de communes, le regroupement compte alors cinq classes.
Pour l'année scolaire 2018-2019, le regroupement pédagogique intercommunal de la vallée de l'Épine compte trois écoles situées à Agenvillers, Canchy et Millencourt-en-Ponthieu, accueillant 123 élèves. Les écoliers sont originaires d'Agenvillers, Canchy, Gapennes, Millencourt-en-Ponthieu, Domvast et Neuilly-l'Hôpital.
En juin 2019, l'école d'Agenvillers ferme. Les élèves sont orientés vers l'école intercommunale de Gueschart.

## Culture locale et patrimoine

### Lieux et monuments
La commune de Canchy comporte une église vouée à saint Pierre. Cet édifice est classé au titre des monuments Historiques. Il est répertorié dans la base Mérimée, base de données sur le patrimoine architectural français du ministère de la Culture, sous la référence PA00116159.
S'y trouvent également une chapelle dédiée à Notre-Dame de Foy et 10 calvaires. L'origine de la chapelle daterait de Charlemagne. Détruite à plusieurs reprises, son renouveau serait dû au dépôt, par un révérend père jésuite, un peu avant 1629, d'une statue dans une niche faite au creux d'un arbre du bois du Rondel. Le placement de cette statue dans la chapelle reconstruite par le seigneur du village a ensuite donné lieu à un pèlerinage. Un ermite en a assuré le gardiennage jusqu'en 1793. C'est encore un lieu de sépulture pour les propriétaires du château,.
Les ruines du moulin Jean Bon témoignent d'une activité meunière ancienne.
Un oratoire en brique subsiste entre Agenvillers et Canchy.
Cinq pigeonniers sont répertoriés en 2000 sur la commune. L'un d'entre eux, sur pilotis, réalisé  vers 1880 par le charron du village, se situe au milieu d'une cour de ferme.

Saint-Pierre de Canchy.
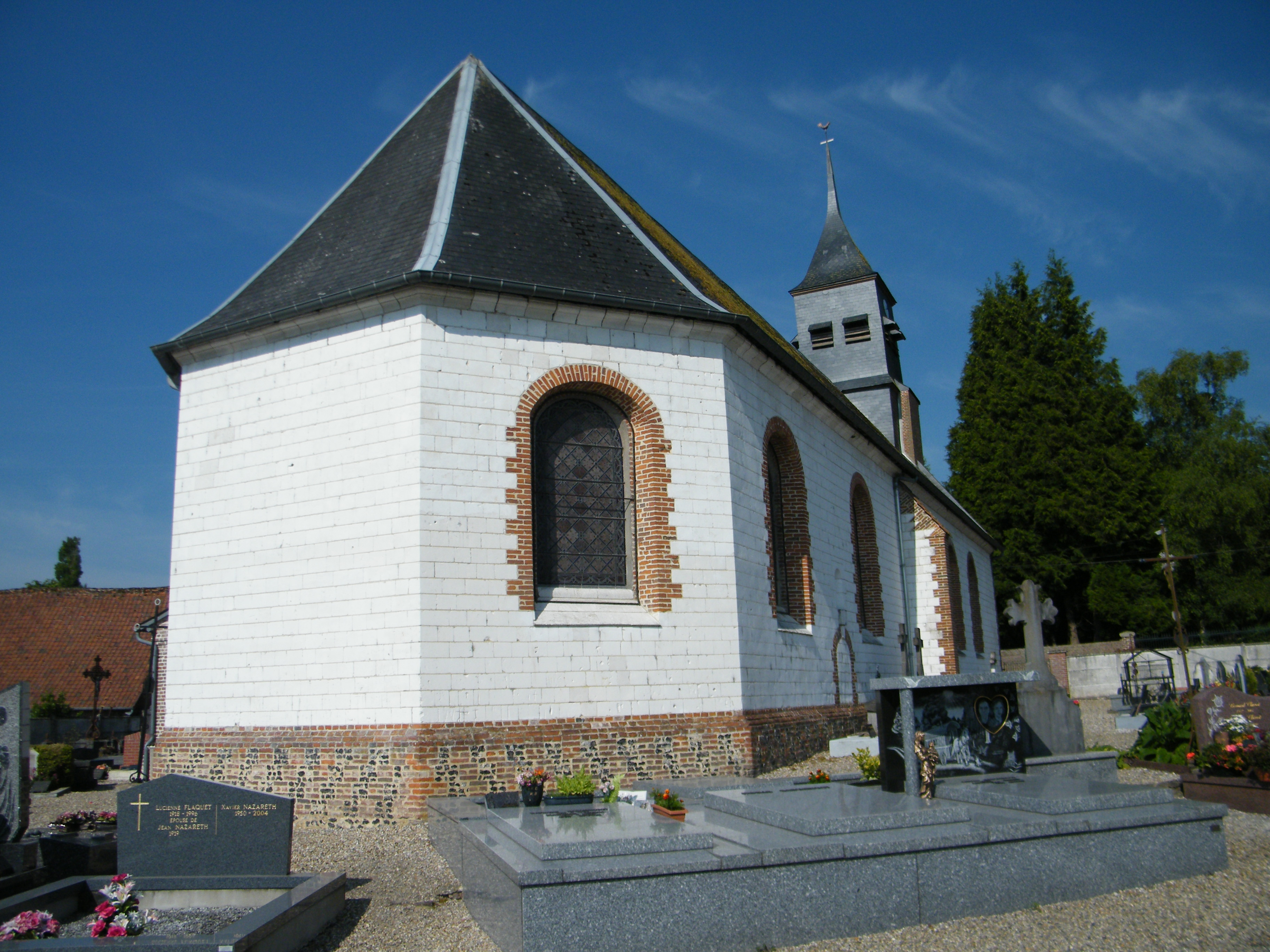
Le chevet de l'église.
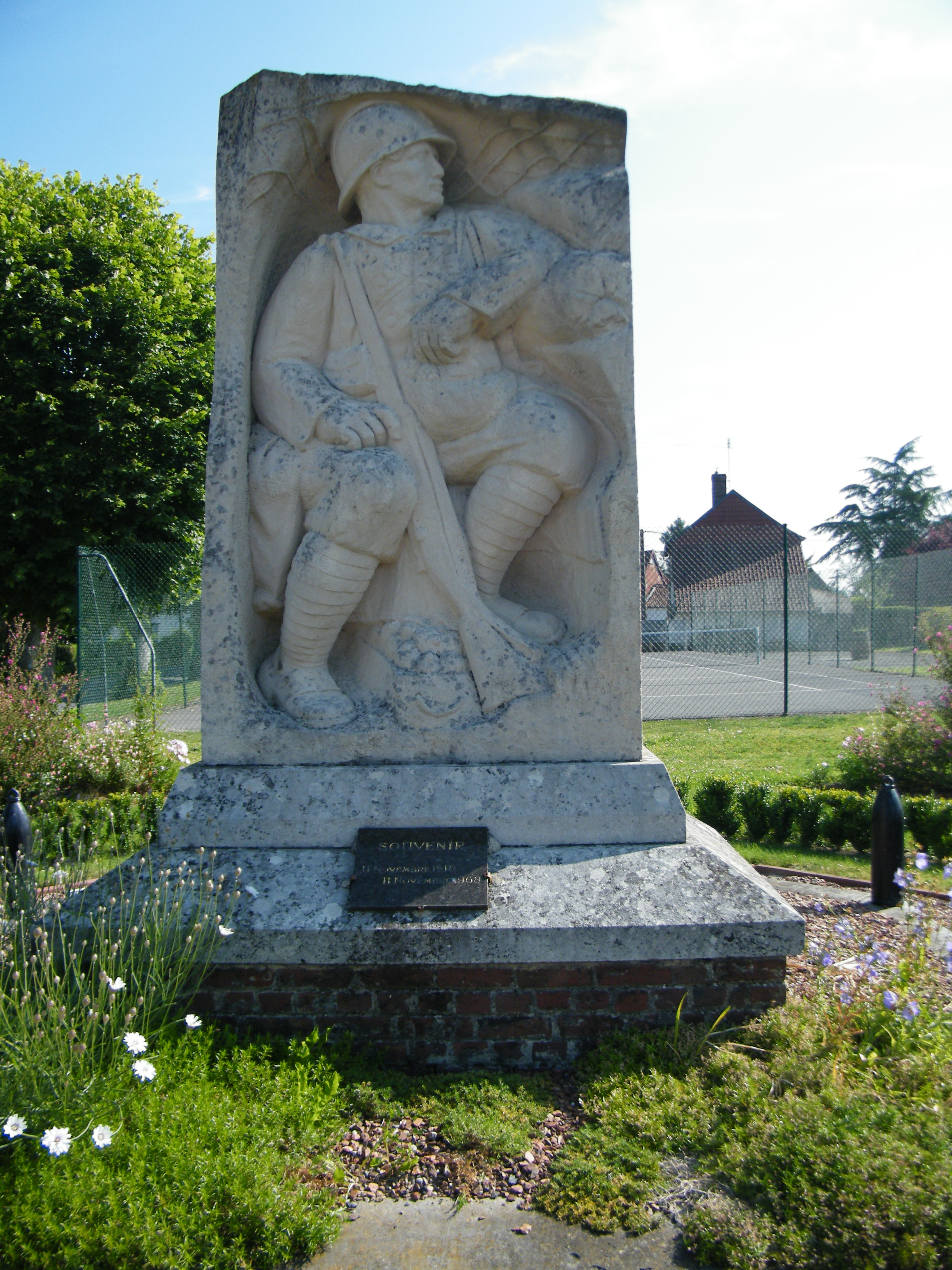
Monument aux morts.
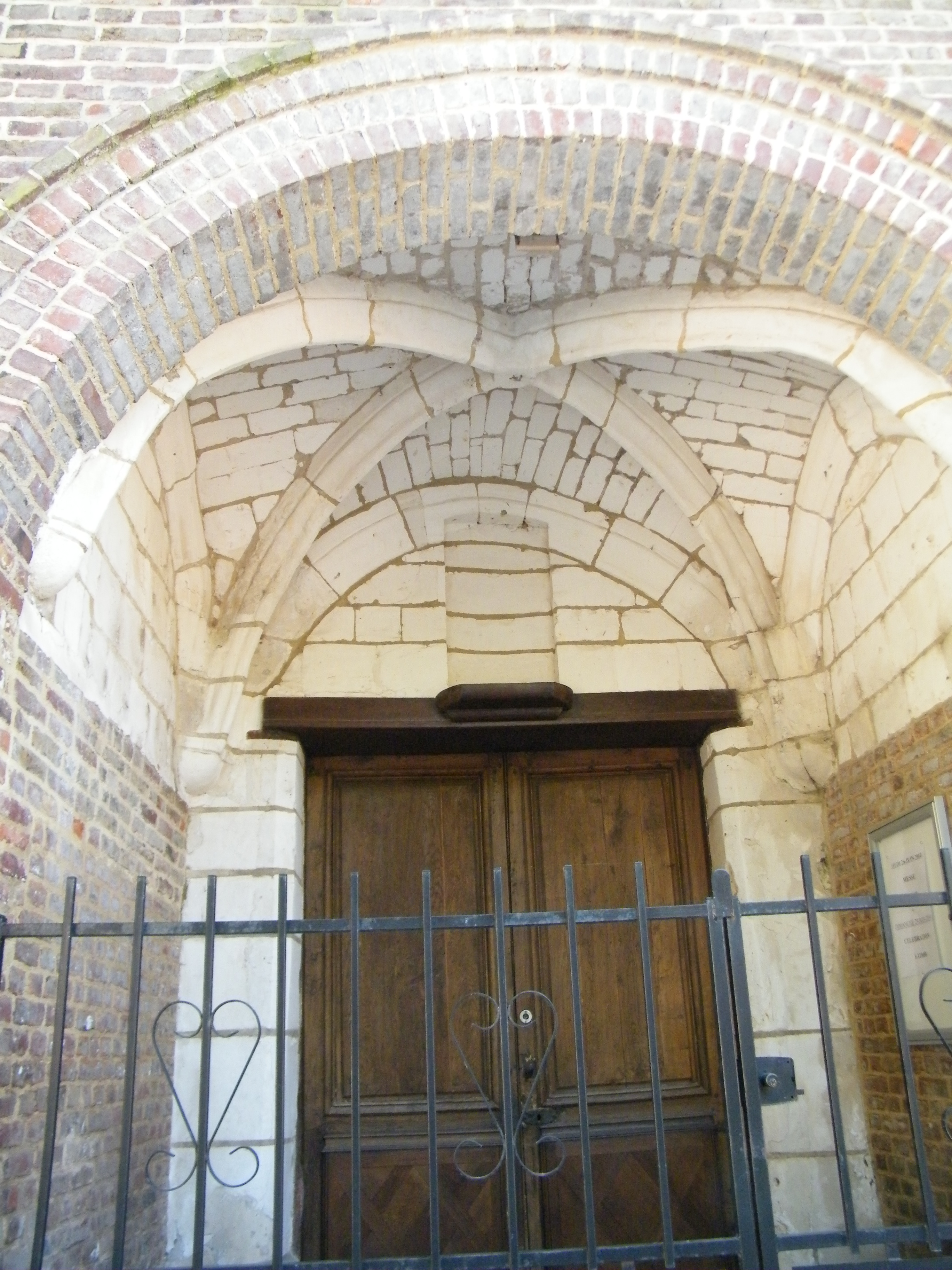
Porche de l'église.
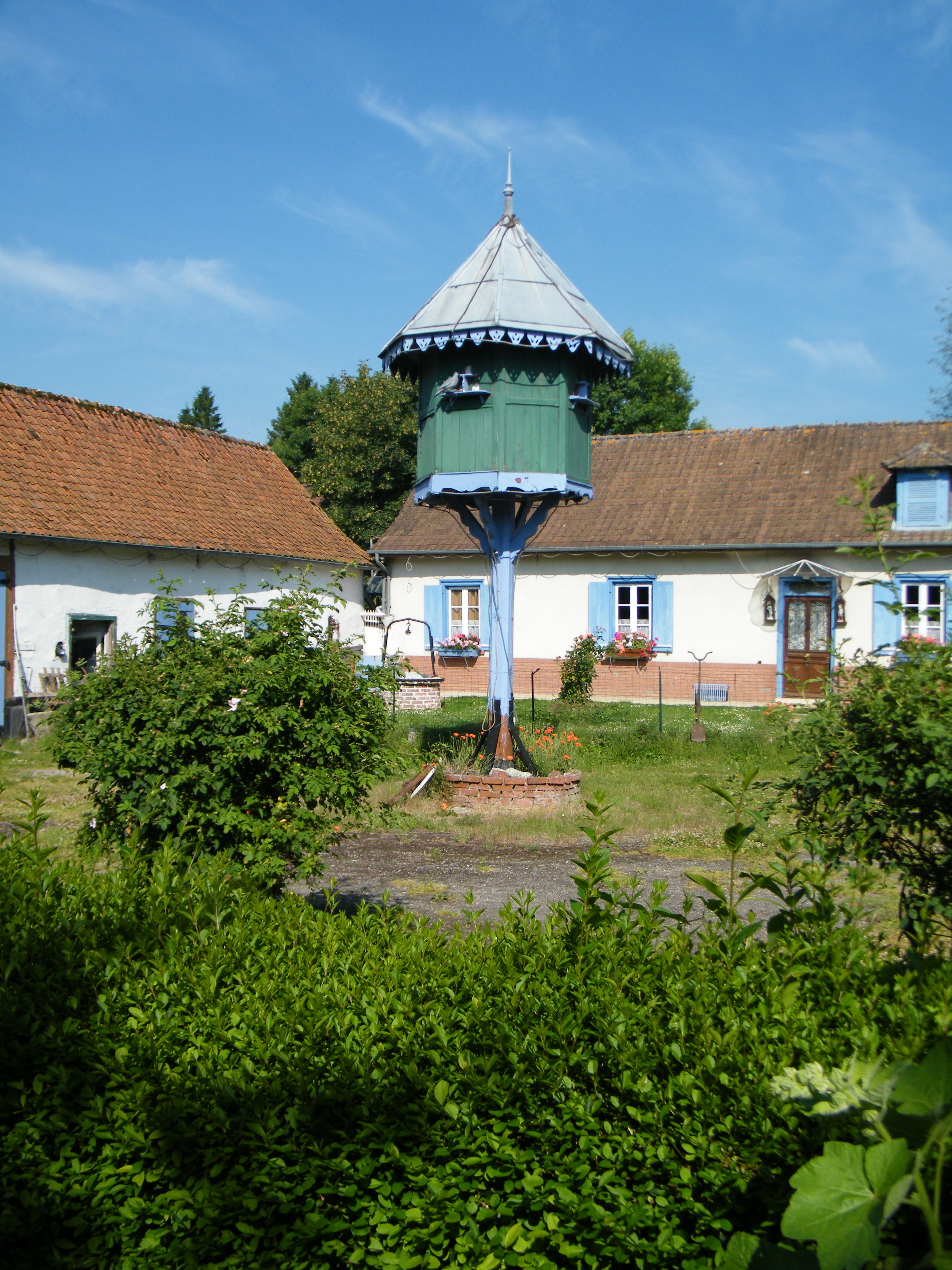
Pigeonnier sur pilotis.
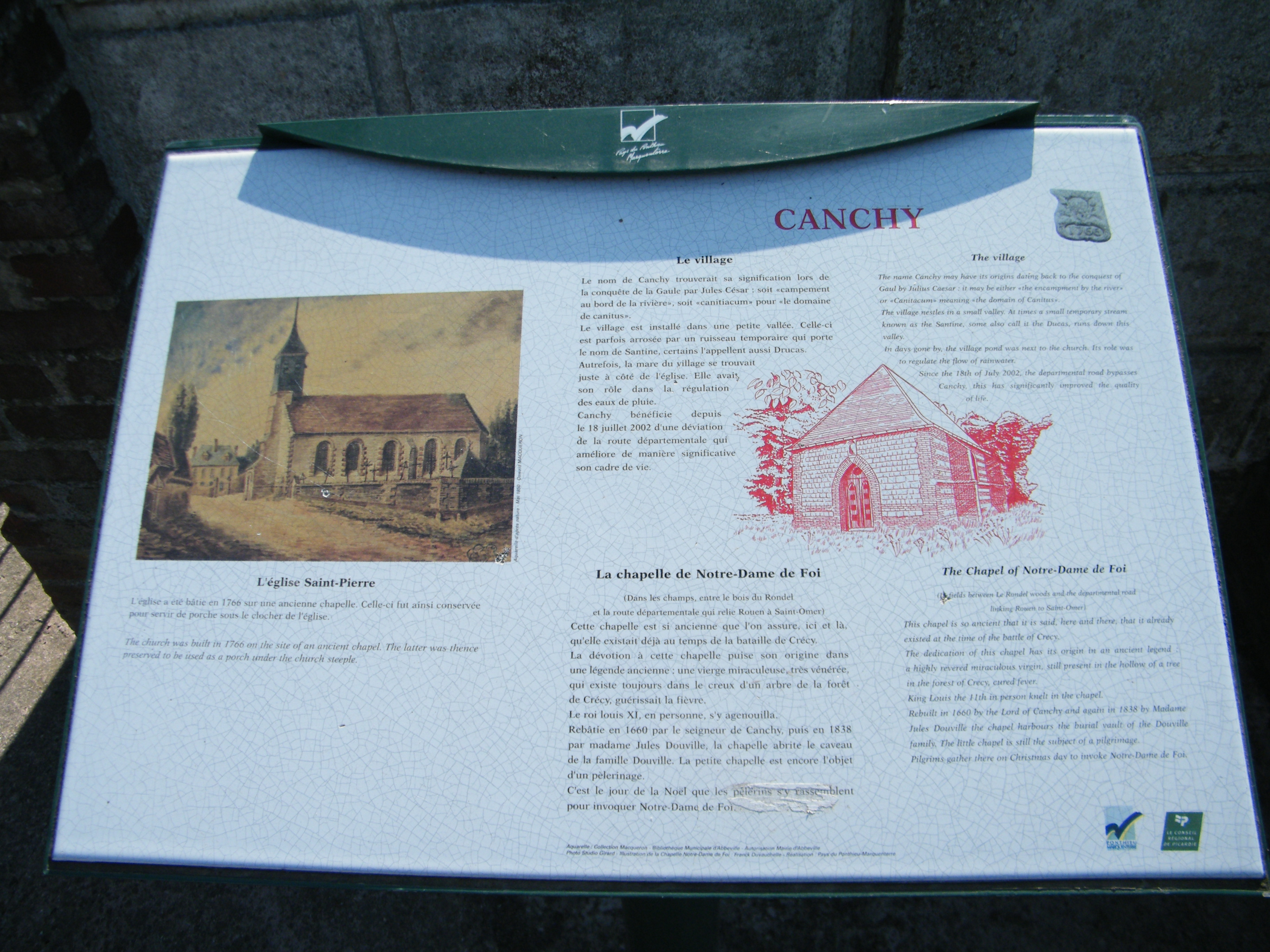
Informations sur l'église, la chapelle et le village.
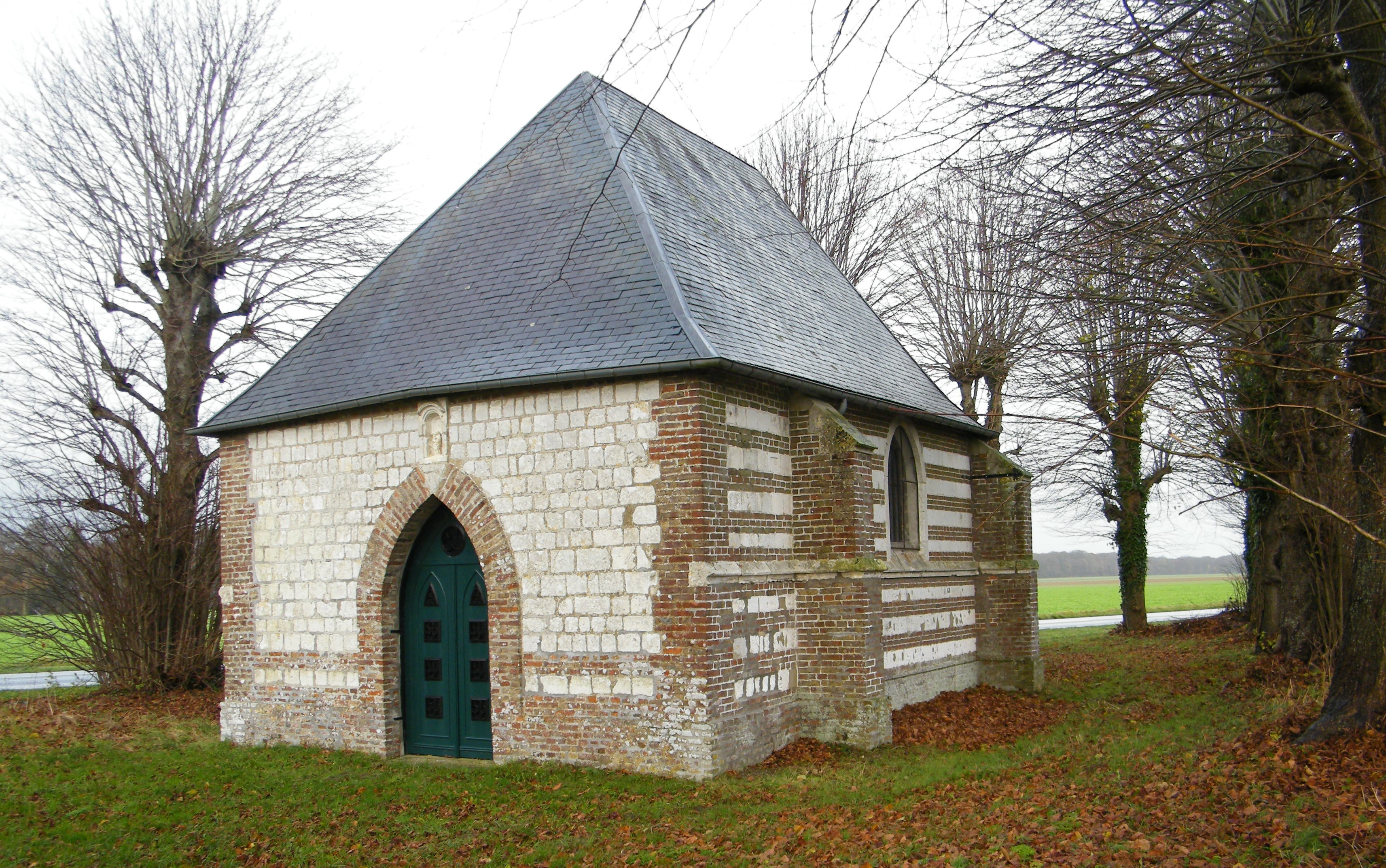
Notre-Dame-de-Foy.

### Personnalités liées à la commune
- Pierre du Maisniel, vicomte d'Applaincourt (père), (1768-1836), né et mort à Canchy, seigneur, propriétaire du château de La Triquerie, lieutenant de louveterie de l'arrondissement d'Abbeville. En 1825, le préfet de la Somme déclare qu'il a pratiquement fait disparaître les loups de l'arrondissement d'Abbeville[34].
- Marcel Godet (1882-1914), historien né à Canchy, conservateur de la bibliothèque et du musée d'Abbeville. Son nom est inscrit au Panthéon dans la liste des 560 écrivains morts pour la France.
- Maxime Gremetz (1940-), homme politique français. Conseiller général d'Amiens-Ouest de 1970 à 1978, député de la Somme de 1978 à 1981, de 1986 à 1988 et de 1993 à 2011, député européen de 1979 à 1986 et de 1989 à 1994 et conseiller régional de Picardie de 2004 à 2010, né à Canchy.